# Ferrari 312 PB
La Ferrari 312 PB è una vettura da competizione costruita dalla Ferrari, classificata tra i prototipi di Gruppo 6 e destinata a competere nel Campionato Internazionale Marche del 1971.

## Origini del nome
Il nome originale di questa automobile era 312 P, mentre la denominazione 312 PB (dove la B sta per motore Boxer) le fu attribuita solo in un secondo momento per distinguerla dall'omonima vettura che la Casa di Maranello aveva realizzato nel 1969. Tuttavia, le analogie tra i due modelli si fermano al solo nome ufficiale; infatti, la 312PB presentava parecchi punti di contatto con la serie 312B, destinata alla F1, a partire dal motore: il Ferrari Tipo 001 12 cilindri piatto. A cilindri contrapposti da 2991 cm³, depotenziato a circa 440 CV. Esteriormente simile a un motore boxer, il propulsore progettato da Forghieri era in realtà un motore a V di 180°. La differenza sostanziale tra un motore boxer e un motore a V di 180° è il numero delle manovelle dell'albero motore (e la sequenza di accensione nei cilindri): mentre nel motore boxer il numero delle manovelle è pari al numero dei cilindri (su ciascuna manovella è connessa una sola biella), nel motore a V di 180° il numero delle manovelle è la metà del numero di cilindri (su ciascuna manovella sono connesse due bielle), ne consegue che il motore a V di 180° è più compatto rispetto al boxer. Il grande vantaggio rispetto al motore V12 di 60°, utilizzato nelle precedenti 312 P, è la ridotta altezza del motore che, avendo un proprio centro di gravità molto basso, contribuisce ad abbassare il centro di gravità complessivo della vettura a vantaggio della tenuta di strada.
Fu costruita in undici esemplari (ma altre fonti ne riportano 12).

## Contesto
Nel 1970, mentre ancora infuriava in pista lo scontro agonistico tra la dominatrice Porsche 917 e la sfidante Ferrari 512S, la Commissione Sportiva Internazionale annunciò che per la stagione 1972 le vetture sport con cilindrata di 5 litri non avrebbero più potuto partecipare al Campionato Internazionale Marche, lasciando campo libero alle vetture "prototipo" con motore da 3 litri: le reazioni delle due case costruttrici furono diametralmente opposte e, mentre i tedeschi decisero di interrompere il loro impegno ufficiale alla fine della stagione 1971 (per poi concentrarsi nel Campionato CanAm in cui già gareggiavano), gli italiani decisero di abbandonare per il 1971 lo sviluppo della "512" e di realizzare una nuova vettura "prototipo" con tecnologia e motore da Formula 1, partendo da componenti comuni con la loro nuova monoposto Ferrari 312 B che aveva appena debuttato nella massima serie, per ritrovarsi tra le mani una vettura già collaudata all'entrata in vigore del nuovo regolamento.

## Tecnica
Il telaio in lega leggera della 312PB discendeva concettualmente dalla 312B di F1: come per molte Ferrari di quel periodo, il capo progettista optò per un telaio "misto" formato da una struttura tubolare rinforzata da pannelli di alluminio rivettati ad esso, creando così una leggera monoscocca caratterizzata dai serbatoi sui lati dell'abitacolo: quello principale da 80 litri sulla sinistra del posto guida e un altro da 40 litri sulla destra e in più altri due da 10 litri sotto al pilota, per una miglior ripartizione delle masse; vennero adottate le medesime sospensioni a quadrilateri deformabili, lo stesso retrotreno e il motore usati sulla Formula 1: quest'ultimo fu modificato dal progettista Franco Rocchi per le specifiche esigenze delle gare di durata, mentre la carrozzeria (disegnata da Giacomo Caliri) era di poliestere rinforzato con vetroresina e venne realizzata dalla ditta "Cigala & Bertinetti" di Torino. Risultato di tutti questi accorgimenti fu il contenimento del peso in appena 585 kg, il tutto a vantaggio della maneggevolezza della barchetta.

## Carriera agonistica

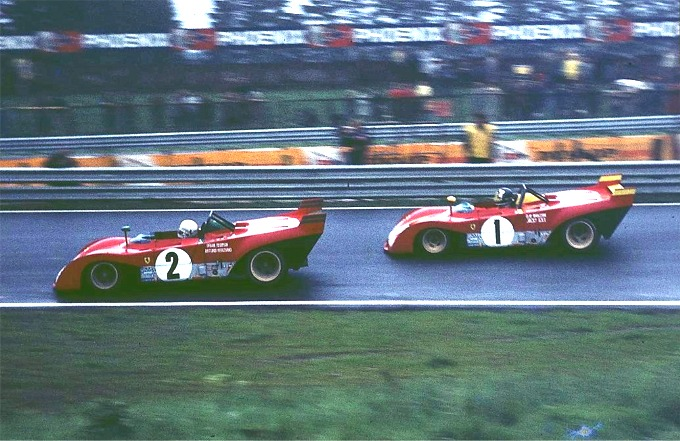
Le Ferrari 312PB di Arturo Merzario e Jacky Ickx alla 1000 km del Nürburgring del 1972

I primi collaudi della nuova vettura furono condotti da Peter Schetty, vincitore del Campionato europeo della montagna 1969, all'aerautodromo di Modena e sul circuito di Kyalami: Schetty, che in quel periodo aveva annunciato il ritiro dalle competizioni, divenne il direttore delle attività Ferrari nelle gare di durata.
Dopo un'interlocutoria stagione di debutto (1971), dove comunque la berlinetta dimostrò un grande potenziale arrivando a competere con le ben più potenti Gruppo 5 (1000 km del Nürburgring) la versione evoluta della 312 PB dominò la stagione 1972, vincendo tutte le gare a cui fu iscritta. Si ricorda in particolare la vittoria alla Targa Florio dove la vettura fu guidata da Arturo Merzario in coppia con Sandro Munari. La vettura non fu schierata alla 24 Ore di Le Mans 1972 per fermo volere di Enzo Ferrari.
Corse ancora nel 1973 partecipando quell'anno anche alla 24 Ore di Le Mans, ma non si riuscì a ripetere la stagione trionfale dell'anno precedente, anche a causa della carente affidabilità e della massiccia concorrenza della francese Matra, che si aggiudicò il titolo con i modelli MS660 e MS670 vincendo 5 gare su dieci; tuttavia, la 312PB riuscì a vincere due corse prestigiose, la 1000 km di Monza e la 1000 km del Nürburgring.
A partire dal 1974 Enzo Ferrari, pur avendo fatto predisporre e collaudare a Fiorano e al Circuito Paul Ricard nell'inverno precedente un'evoluzione della vettura (la 312PB/74, con un'aerodinamica fortemente rivista e caratterizzata da un ampio alettone anteriore e un enorme airbox integrato nel roll-bar), decise in seguito di ritirare la squadra ufficiale dal Mondiale Marche per concentrare gli sforzi e le risorse economiche sulla Formula 1.